# Noilhan
Noilhan é uma comuna francesa na região administrativa de Occitânia, no departamento de Gers. Estende-se por uma área de 18,03 km². Em 2010 a comuna tinha 385 habitantes (densidade: 21,4 hab./km²).